# Кувай (Новосергієвський район)
Кува́й (рос. Кувай) — село у складі Новосергієвського району Оренбурзької області, Росія.

## Населення
Населення — 606 осіб (2010; 660 у 2002).
Національний склад (станом на 2002 рік):
- росіяни — 60 %